# Українська музична енциклопедія

Українська музична енциклопедія

Українська музична енциклопедія — енциклопедія, яку видає Інститут мистецтвознавства, фольклористики та етнології імені М. Т. Рильського НАН України, починаючи з 2006 року. Станом на 2023 рік видано 6 томів:
- 1-й, літери «А»—«Д», 2006; [Архівовано 7 січня 2021 у Wayback Machine.]
- 2-й, літери «Е»—«К», 2008 [Архівовано 23 січня 2022 у Wayback Machine.];
- 3-й, літери «Л»—«М», 2011 [Архівовано 26 травня 2021 у Wayback Machine.];
- 4-й, літери «Н»—«О», 2016 [Архівовано 11 липня 2021 у Wayback Machine.];
- 5-й, літера «П», 2018.
- 6-й, літери «Р» — «С», 2023

Ідея та розробка проєкту належала академіку О. Костюку. Ядро авторського колективу склали співробітники інституту ім. Рильського — М. Гордійчук, М. Загайкевич, Л.Корній, А. Муха, Л. Пархоменко, Г. Степанченко, Б. Сюта, А. Терещенко, О. Немкович, Б. Фільц, А. Калениченко, В. Кузик, І. Сікорська, Н. Семененко, Н. Костюк, О. Шевчук, О. Кушнірук.
Розповсюдження цього видання тривалий час було утрудненим з огляду на постанову Кабміну № 1180 від 28 липня 2003 року про платні послуги, які можуть надавати бюджетні наукові установи